# Louis Decazes

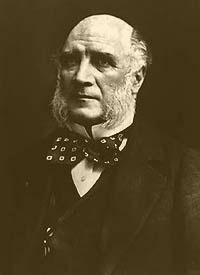
Louis, duc Decazes

Louis-Charles-Élie-Amanien Decazes de Glücksbjerg, hertog Decazes en duc af Glücksbjerg (Parijs 29 mei 1819 - La Grave, Château de La Grave 16 september 1886), was een Frans politicus.

## Biografie
Louis, hertog Decazes was lid van de familie Decazes de Glücksbierg en de zoon van Élie Decazes, een leider van de constitutionnels - de gematigde monarchisten - tijdens de Tweede Restauratie. Hij was van 1819 tot 1820 premier van Frankrijk geweest.
Louis Decazes was een gematigde conservatief die de een aanhanger was van het Huis Orléans. Tijdens de Derde Franse Republiek was hij een van de leiders van de Orléanisten, een partij die streefde naar het herstel van de monarchie onder het Huis Orléans.
Louis Decazes was van 29 november 1873 tot 23 november 1877 minister van Buitenlandse Zaken in de kabinetten-De Broglie II, Courtot de Cissey, Buffet en De Broglie III.
Nadien was hij van 14 oktober 1877 tot 2 februari 1878 lid van de Kamer van Afgevaardigden (Chambre des Députés) voor het departement Alpes-Maritimes.
Hij overleed op 67-jarige leeftijd, op 16 september 1886 op het Château de La Grave (La Grave).

## Familie
Louis, duc Decazes trouwde op 3 augustus 1863 Severine Freiin von Löwenthal (8 januari 1845 - Le Havre 25 september 1911). Het echtpaar kreeg twee kinderen:
- Élie-Jean-Octave-Louis-Sévère-Amanien Decazes de Glücksbjerg, duc Decazes et duc af Glücksbjerg (1864-1912)
- Wilhelmina Egidia Octavie Decazes de Glücksbjerg (1865-?)

## Onderscheiding
- Commandant in het Legioen van Eer - 1875